# Passaic (Missouri)
Passaic – miasto w Stanach Zjednoczonych, w stanie Missouri, w hrabstwie Bates.